# 北武当山

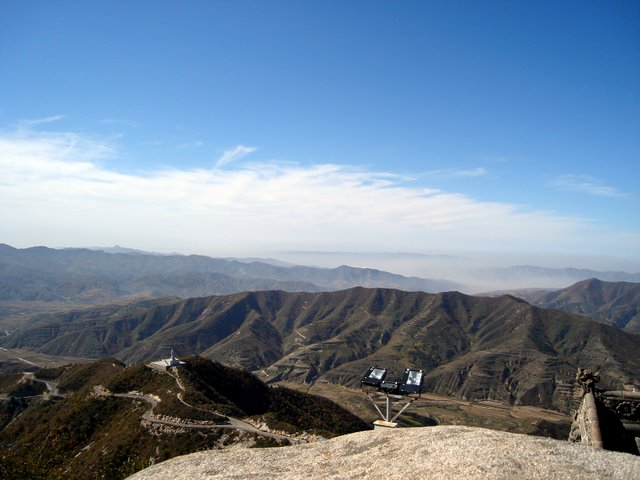
北武当山

北武当山位于中国山西省吕梁市方山县境内，吕梁山脉中段，又名真武山，古称龙王山，景区规划面积80平方公里，由72峰、36崖、24涧组成，主峰香炉峰，海拔1985米。素有“三晋第一名山”之称，为山西道教圣地之一，1994年入国家级风景名胜区。每年5－10月间为最佳旅游季节。

## 景观
北武当山由花岗岩组成，经过漫长岁月的风化侵蚀，造成今日之岩石裸露，主峰突起，巍峨挺拔，主峰四周几乎都是陡壁悬崖，如神工鬼斧削劈。来到山脚下，过五里黄土、五里沙路，便是1400余级就山凿筑的石阶，凡险峻之处，设有铁索扶手。石阶一线叠置，从下仰视，宛如“天梯”。
北武当山尤为可观的是那些千姿百态的奇松和栩栩如生的怪石。满山遍野苍翠葱茏的古松，有的高大参天，有的低矮匍地；有的探身危崖，有的置身峭壁；有的同根而生，有的枝杈相偎；有的壮如武夫，有的娇小玲珑，姿态奇妙，如仙人指路松、擎天探海松、鸳鸯松、给游人一种神秘莫测的感受。

### 奇松
奇松景观有：鸳鸯松、迎客松、托天松、母子松等。最使人叹为观止的是“擎天探海松”，其松立于石阶半道，树身技分两杈，一直刺青天，一枝瞰群峰。近金顶登南天门石阶，旁边陡崖上刻有“乔松”二字，据载为清代道光年间永宁州牧王继贤手迹。现存乔松树桩直径近一米，可以想见其昔日雄姿。

### 怪石
让游人惊叹不已的是那些天然雕饰成形态逼真的怪石，如古猿望日、石猪受难、九龙出洞、石象守山、石羊朝圣、石龟下蛋、石虎、石蛤蟆、龟蛇斗智等。最令人称奇的是“龟蛇斗智”，相传神龟和青蛇不安心修道，互相格斗，神龟节节败退，青蛇步步紧逼。恰逢真武大帝返宫，用手指轻轻一点，龟蛇便动弹不得，成千古一绝“蛇石”虎视眈眈，“龟石”尾临悬崖，万斤重石，峭立崖畔，用力一推或经风一吹，便摇摇欲坠，令人心悬，所以又称风动石。

## 历史
北武当山渊源悠久。此山早在唐宋时已有道教活动。明万历二十五年（1597年）一通名为《龙王山新建玄天上帝宫记》的碑刻中，称此山为“北方之伟观也。中一峰孤峻，上有玄帝庙一楹，肇创始末无所稽”。
清雍正二、三年（1724—1725年）在山头建无梁砖窑一眼（即正殿）。乾隆二十三年（1758年）又事修葺，两年内山上玄天庙、老母殿、龙王庙、灵宫庙和山下太和宫相继落成。道光二十八年（1849年），金顶南天门修整一新，并在大门上刻了“武当山”三字。

## 外部連接
- .   [2018-07-18]. （原始内容存档于2018-07-18）.
- .[永久]